# Ау Сабл (Мичиген)
Ау Сабл (Мичиген) (енгл. Au Sable) насељено је место без административног статуса у америчкој савезној држави Мичиген.

## Демографија
По попису из 2010. године број становника је 1.404, што је 129 (-8,4%) становника мање него 2000. године.
| Група             | 2000.         | 2010.         |
| Белци             | 1.473 (96,1%) | 1.301 (92,7%) |
| Афроамериканци    | 17 (1,1%)     | 9 (0,6%)      |
| Азијати           | 6 (0,4%)      | 13 (0,9%)     |
| Хиспаноамериканци | 10 (0,7%)     | 51 (3,6%)     |
| Укупно            | 1.533         | 1.404         |